# Влад
Влад (алб. Vlad) је насељено место у општини Тропоја у округу Кукеш, Албанија. Према попису из 1989. године било је 245 становника.
Влад су једно од насеља племена Битићи.